# Criocoris
Criocoris is een geslacht van wantsen uit de familie blindwantsen. Het geslacht werd voor het eerst wetenschappelijk beschreven door Fieber in 1858 .

## Soorten
Het genus bevat de volgende soorten:

- Criocoris contrastus Seidenstucker, 1970
- Criocoris crassicornis (Hahn, 1834)
- Criocoris longicornis Reuter, 1883
- Criocoris morio Reuter, 1894
- Criocoris nigricornis Reuter, 1894
- Criocoris nigripes Fieber, 1861
- Criocoris piceicornis Wagner, 1950
- Criocoris quadrimaculatus (Fallen, 1807)
- Criocoris saliens (Reuter, 1876)
- Criocoris sibiricus Kerzhner, 1984
- Criocoris sulcicornis (Kirschbaum, 1856)
- Criocoris tesquorum Kerzhner, 1984
- Criocoris variegatus Stichel, 1934